# Microscypha enrhiza
Microscypha enrhiza är en svampart som beskrevs av Graddon 1967. Microscypha enrhiza ingår i släktet Microscypha och familjen Hyaloscyphaceae.   Inga underarter finns listade i Catalogue of Life.